# Leptomischus wallichii
Leptomischus wallichii är en måreväxtart som först beskrevs av Joseph Dalton Hooker, och fick sitt nu gällande namn av Hsien Shui Lo. Leptomischus wallichii ingår i släktet Leptomischus och familjen måreväxter.
Artens utbredningsområde är Assam (Indien). Inga underarter finns listade i Catalogue of Life.